# Annika Berg
Annika Berg, född 1973, är en svensk idéhistoriker.
Annika Berg disputerade i idé- och lärdomshistoria vid Uppsala universitet 2009 på avhandlingen Den gränslösa hälsan: Signe och Axel Höjer, folkhälsan och expertisen.
Berg, som är docent, är sedan 2016 universitetslektor i idéhistoria vid Institutionen för kultur och estetik vid Stockholms universitet.

## Verk i urval
- Den gränslösa hälsan: Signe och Axel Höjer, folkhälsan och expertisen, Acta Universitatis Upsaliensis, Uppsala 2009, Serien Uppsala studies in history of ideas nummer 39, ISBN  9789155474744
- Döda kroppar i vetenskapens tjänst: om anatomiska dissektioner och utsatta människors rättigheter i 1920-talets Sverige, Uppsala universitet, Institutionen för Idé- och lärdomshistoria 2003
- Att skriva sig fri – Om psykopatiska patienters förhandlingsutrymmen i 1930-talets Sverige i Inspärrad: röster från intagna på sinnessjukhus, fängelser och andra anstalter (redaktörer: Roddy Nilsson och Maria Vallström), Nordic Academic Press, Lund 2016, ISBN 9789188168405
- De samhällsbesvärliga – Förhandlingar om psykopati och kverulans i 1930- och 40~talens Sverige, Makadam förlag 2018, ISBN 9789170612619